# Pentti Saarikoski
Pentti Saarikoski (2. září 1937, Impilahti, 24. srpna 1983, Joensuu, Finsko) byl finský básník a překladatel. Psal milostnou a reflexivní lyriku, celým jeho dílem prochází motiv hledání smyslu života a světa. Přeložil do finštiny řadu děl antické literatury.

## Život
Pentti Saarikoski se narodil v karelské obci Impilahti, která dnes leží na ruském území. Od dětství projevoval jazykový talent. Během středoškolských let ho ovlivnilo křesťanství. Při studiu na Helsinské univerzitě ho přitahovala antická literatura, kterou překládal do finštiny.
Saarikoski byl čtyřikrát ženatý a měl celkem pět dětí. V 60. letech se přiklonil k levicové ideologii, zejména k marxistickému komunismu.
V roce 1966 se Saarikoski vypravil do Prahy, aby nalezl klid na psaní, ale také proto, aby se setkal s německou básnířkou Sarah Kirsch. Během pražského pobytu vznikly deníky (Prahan päiväkirjat), ve kterých popisuje každodenní zážitky.
Poslední část života strávil ve Švédsku.
Pohřben byl na vlastní přání na lesním hřbitově u pravoslavného kláštera Uusi Valamo v jihovýchodním Finsku.

## Dílo
Při studiu na Helsinské univerzitě se zajímal o antickou literaturu, kterou překládal a ta ovlivnila i jeho první básnické sbírky Runoja (Básně, 1958) či Runot ja Hipponaksin runot (Básně a Hipponaxovy básně, 1959). Mezi jeho další, levicově ovlivněné básně patří Mitä tapahtuu todella? (Co se doopravdy děje?, 1962) a Kuljen missä kuljen (Chodím, kudy chodím, 1965). Nejvíce oceňovaná je trilogie Tiarnia z přelomu sedmdesátých a osmdesátých let, napsaná ve Švédsku, kde tehdy Saarikoski žil. Mezi jeho prozaické texty patří zejména Aika Prahassa (Čas v Praze, 1967) Nejvýznamnější překlady z cizích jazyků tvoří Homérova Odyssea, Joyceho Odysseus či Salingerovo Kdo chytá v žitě. Psal také novinové sloupky, ve kterých zesměšňoval církev, armádu a politiku.

## Překlady do češtiny
- Aika Prahassa (Čas v Praze, 1967), přeložila Lenka Fárová, vyd. Dybbuk 2017[2]

Saarikoski strávil na přelomu let 1966 a 1967 dva měsíce v Praze. Pobýval v malém vypůjčeném bytě na Újezdě, čas trávil po hospodách a dával se do řeči s místními i cizinci. Vede dialog s blízkými osobami, do přítomnosti se prolíná minulost.
- Kirje vaimolleni (Dopis pro mou ženu, 1968), přeložil Michal Švec, vyd. dybbuk 2016[3]

Saarikoski podnikl několikatýdenní cestu do Dublinu, dějiště Joyceova Odyssea, kterého také překládal. Jde ve stopách Leopolda Blooma a mezi návštěvami restauračních zařízení, bloumáním po městě a pozorováním místního života se svěřuje své ženě se steskem, pocity a názory a v nichž si nebere žádné servítky a nikoho nešetří. Text je plný jadrných až vulgárních výrazů, tak jak autorovi přicházely na mysl.

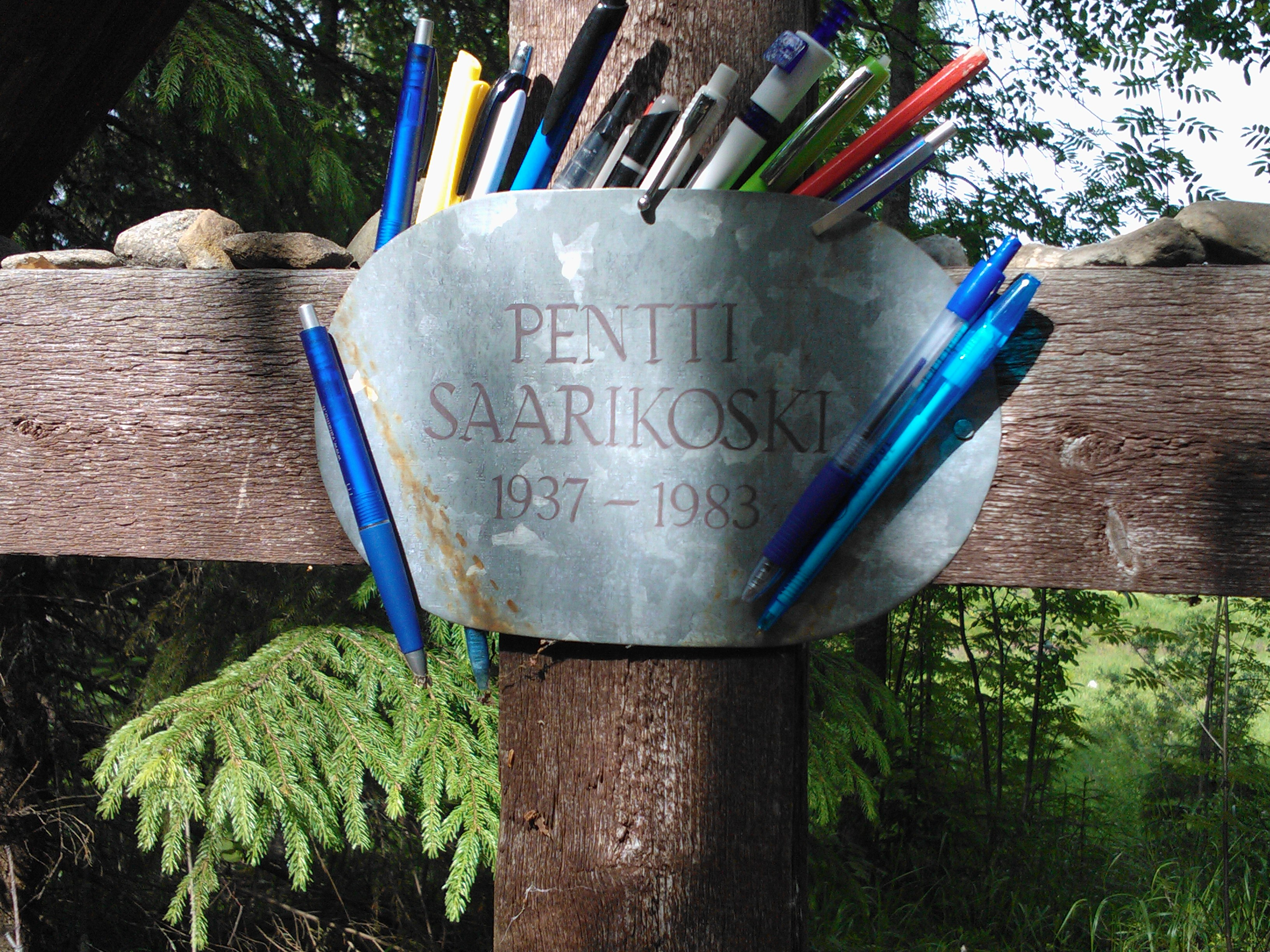
Pentti Saarikoski hrob
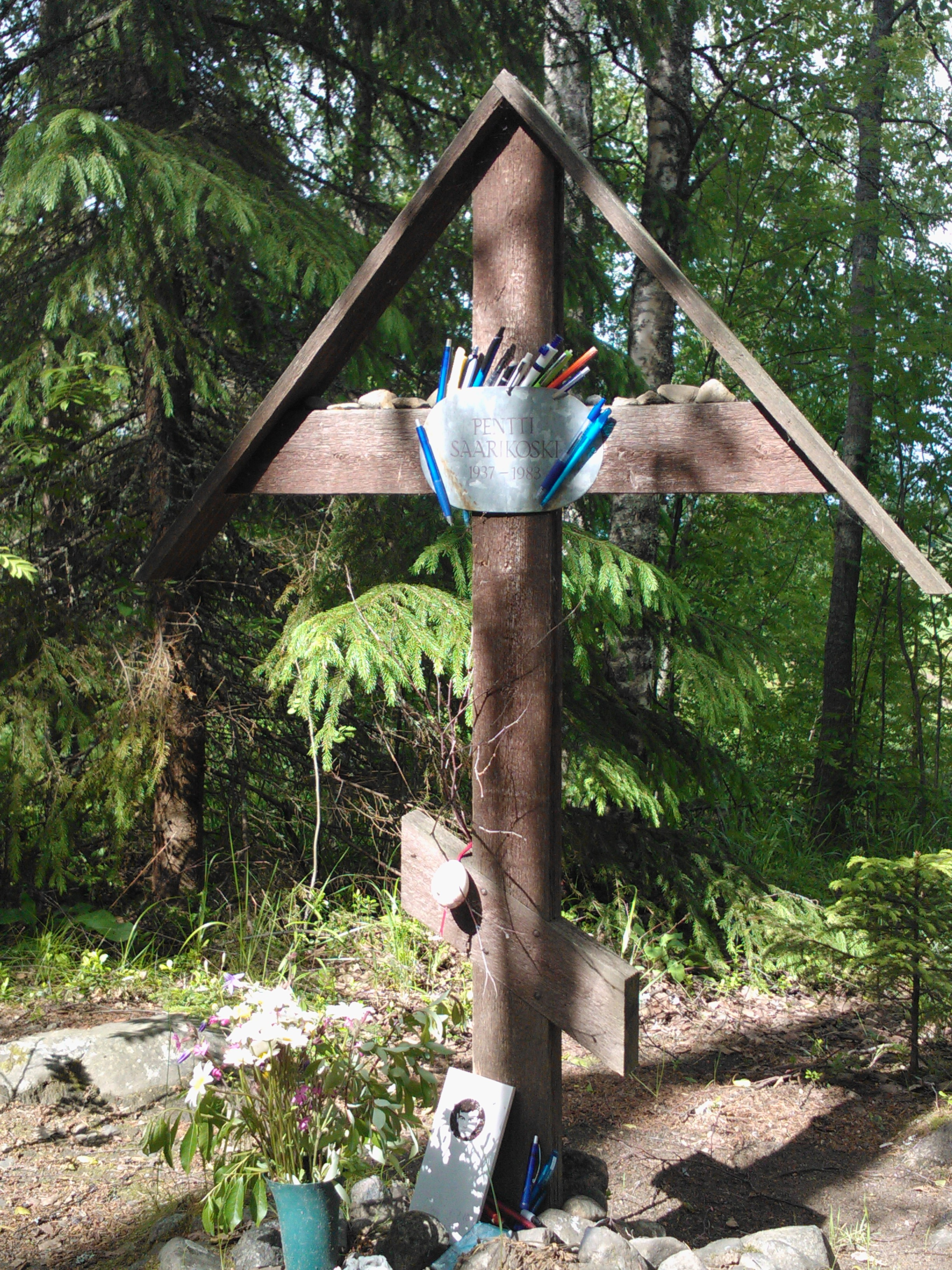